# Kölefors vaddfabrik

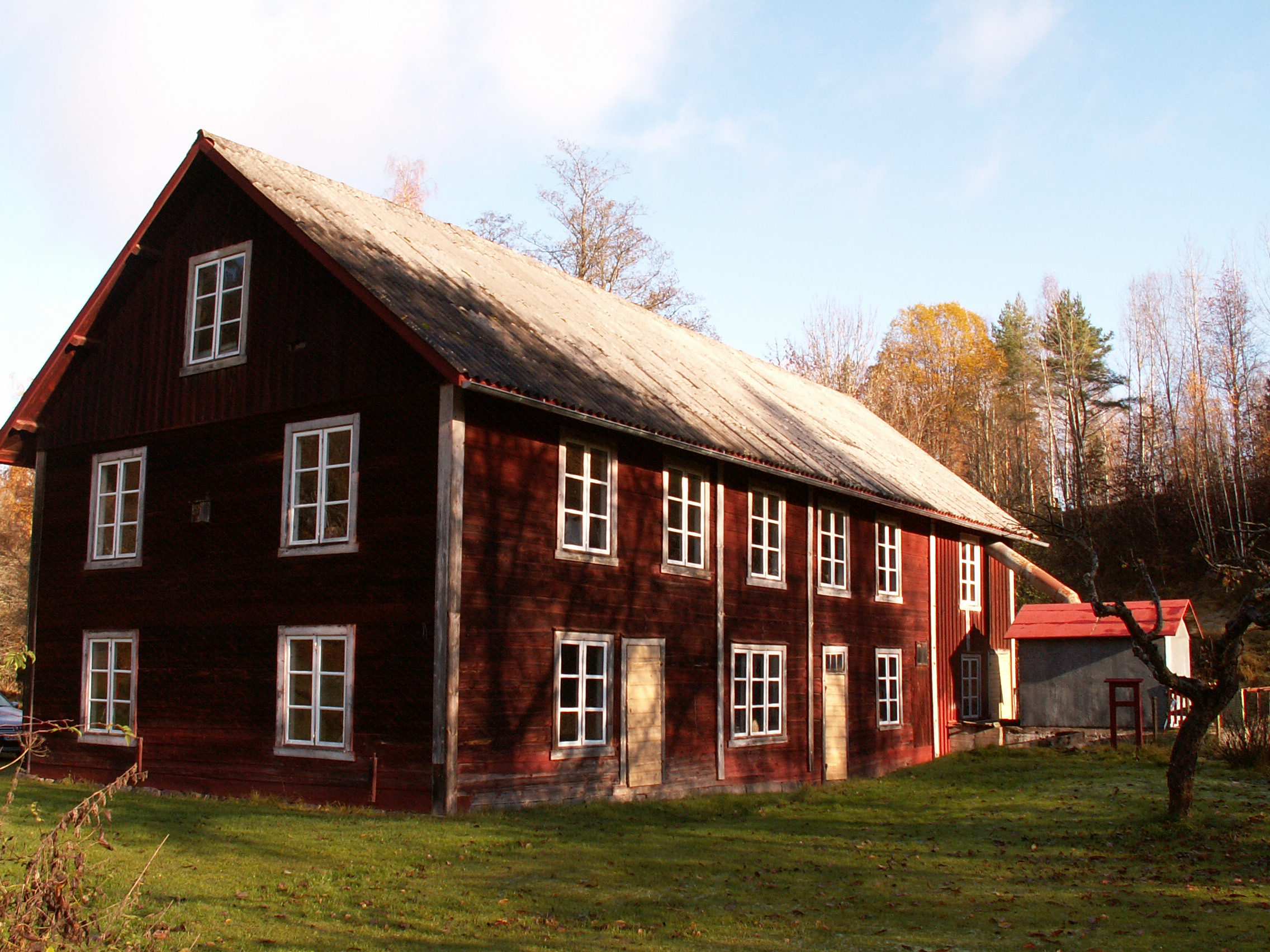
Kölefors vaddfabrik

Kölefors vaddfabrik är en fabriksbyggnad belägen vid Storå i Kölefors i Kinda kommun.
På platsen för Kölefors vaddfabrik fanns tidigare en yxfabrik och sen även en vadmalsstamp. Då gick platsen under namnet Pinhagen.
Den nuvarande fabriksbyggnaden byggdes 1873 av ägaren till vadmalsstampen Frans Oscar Liljedahl. Fabriken gick från att inledningsvis vara ett ullspinneri, färgeri och kemtvätt men blev senare en vaddfabrik som var i bruk fram till 1958.
Drivkraften till fabriken kom från ett vattenhjul till en början, men byttes efterhand till en turbin.